# C17H26N4O2
化学式C17H26N4O2（摩尔质量：318.42 g/mol）可以指：
- 达布米诺，CAS号：81528-80-5
- 依美斯汀N-氧化物，CAS号：122484-65-5

|  | 这个同类索引页列出了具有相同分子式的化学物（即同分異構體）条目。 除非您是有意链接至本页，否则应将相应条目的内部链接指向正确的条目。 |